# Linophloeus bouvieri
Linophloeus bouvieri là một loài bọ cánh cứng trong họ Zopheridae. Loài này được Grouvelle miêu tả khoa học năm 1899.